# Дилер (фільм)
Дилер (дан. Pusher) — данська малобюджетна драма 1996 року, дебютний фільм Ніколаса Віндінґ Рефна. Перша із серії фільмів про наркодилерів Копенгагена.
Дія фільму розгортається у кримінальному підпіллі Копенгагена, Данія, і розповідає історію наркоторговця Франка, який, втративши велику суму грошей через невдалу угоду з наркотиками, впадає у відчай, оскільки має лише кілька днів, щоб зібрати гроші, які він винен.
Хоча «Дилер» не планувався як франшиза, фінансові труднощі змусили Віндінґ Рефна випустити два продовження: «Дилер 2», що зосереджується на персонажі Міккельсена після подій першого фільму, і «Дилер 3», що зосереджується на іншому другорядному персонажі, Міло.

## Сюжет
Фільм починається в Копенгагені, де дрібний наркодилер Франк разом зі своїм напарником Тонні вирушає на угоду з продажу героїну. Парі вдається продати лише частину свого товару, а потім вони марнують час, блукаючи містом. Франк відвідує свою подругу Віку — повію, яка за певну плату зберігає частину його заначки. Віка хоче мати з Франком серйозні стосунки, але той воліє, щоб вони були суто ситуативними.
Франка відвідує колишній співкамерник, швед на ім'я Хассе. Вони домовляються про велику угоду з поставки наркотиків. Франк відвідує свого постачальника, сербського місцевого наркобарона Міло, щоб отримати героїн. Франк вже заборгував Міло певну суму грошей, тому не може покрити вартість героїну, але Міло дозволяє йому взяти наркотики за умови, що він негайно повернеться з грошима.
Однак угода зривається, коли приїжджає поліція. Втікаючи від правоохоронців, Франк викидає героїн в озеро. У відділку поліцейські переконують його, що Тонні зізнався у злочині, який викриває Франка, але той все одно ні в чому не зізнається. Коли Франка відпускають через 24 години, він повертається до Міло, щоб пояснити, як він втратив гроші і наркотики. Міло не вірить історії Франка і вимагає, щоб той повернув ще більше, ніж заборгував. Франк негайно розшукує Тонні і жорстоко б'є його бейсбольною битою.
Поплічник Міло Радован супроводжує Франка, щоб допомогти йому зібрати частину власних боргів, які він зможе використати для погашення боргу. Вони по-дружньому розмовляють, і Радован ділиться своїм таємним бажанням відкрити ресторан. Радован намагається змусити наркомана, клієнта Франка, пограбувати банк, щоб покрити його борг, але наркоман накладає на себе руки у них на очах. Поки Франк робить інші невдалі спроби заробити гроші, Віка все більше наполягає на тому, щоб вони поводилися як пара. Він запрошує її до кількох клубів і планує відвезти її до ветеринара, щоб відвідати хвору собаку.
Франк нарешті укладає угоду, але його наркокурьер зраджує його і підміняє героїн на харчову соду. Радован перестає бути доброзичливим і починає погрожувати Франкові серйозними каліцтвами, якщо той не заплатить найближчим часом. Боржник починає відчайдушно буянити, крадучи гроші та наркотики зі спортзалу кількох бодібілдерів-наркоторговців, але незабаром його схоплює Радован і катує. Франку вдається втекти, і він планує втекти з Вікою до Іспанії. Після успішного завершення останньої угоди в Копенгагені Франк отримує дзвінок від Міло, який обіцяє прийняти символічний платіж, щоб покласти край їхній ворожнечі. Однак Міло та його поплічники насправді планують вбити Франка, коли той приїде. Коли Франк прямо повідомляє Віці, що їхні плани на втечу скасовано, вона викрадає його заначку з грошима і тікає.
Фільм закінчується тим, що Франк похмуро переводить подих, а його вороги по всьому місту готуються його вбити.

## У ролях
- Кім Бодня — Франк, дрібний наркодилер.
- Златко Бурич — Міло, могутній сербський наркобарон, який захоплюється випічкою.
- Лаура Драсбек — Віка, висококласна повія та подруга Франка.
- Славко Лабович — Радован, охоронець Міло та ресторатор-початківець.
- Мадс Міккельсен — Тонні, веселий, але маніакальний партнер Франка.
- Ваня Баїчич — Бранко, двоюрідний брат Радована і головоріз Міло.
- Петер Андерссон — Хассе, шведський наркодилер.
- Лісбет Расмуссен — Рита, ненадійний наркокурьер Франка.
- Левіно Єнсен — Майк, наркодилер, який займається бодібілдингом.
- Томас Бо Ларсен — наркоман, який заборгував Франку гроші.
- Ларс Бом — один з офіцерів, який допитує Франка.
- Ніколас Віндінґ Рефн — Брайан, молодий чоловік, який купує наркотики у Франка і Тонні.
- Гордон Кеннеді — Скорпіон, клієнт Франка, над яким той знущається під час наркоторгівлі.
- Єспер Ломанн — Міккель.

## Критика
Найчастіше рецензенти відзначають достовірний, практично документальний стиль режисури фільму. На думку критиків The Boston Globe і Variety, низькобюджетний фільм і «блукаюча» камера з ширококутним об'єктивом, що слідує за героєм вулицями, барами та апартаментами наркоманів, створюють відчуття документального фільму або реаліті-шоу. Стрічку нерідко називають датськими «Злими вулицями», з тією лише відмінністю, що дія відбувається не в Маленькій Італії Нью-Йорка, а у районі Вестербро в Копенгагені.
Автор статті в The Boston Globe не погоджується з оглядачем Variety, наголошуючи, що «Дилер» позбавлений гламуру в зображенні злочинного життя, притаманного роботам Мартіна Скорсезе, так само як і позбавлений хворобливої жорстокості й «гумору каторжника» стилю Квентіна Тарантіно. Критик Los Angeles Times пише, що картина зухвалого молодого режисера вібрує юнацькою агресією і хитрим гумором, і зазначає, наскільки значним, хоч і швидкоплинним є досягнення Ніколаса Віндінґа Рефна.

### Нагороди і номінації
Фільм був номінований на п'ять нагород на церемонії вручення премії Bodil Awards 1997 року, в тому числі за найкращий данський фільм. Бурич отримав нагороду за найкращу чоловічу роль другого плану за виконання ролі Міло. Міккельсен був номінований у тій самій категорії, а Драсбек і Бодня були номіновані за найкращу жіночу роль другого плану та найкращу чоловічу роль відповідно. «Дилер» не отримав жодної нагороди на премії «Роберт» 1997 року, хоча Politiken назвав фільм фаворитом критиків. Фільм також був номінований на нагороду «Дебютант» на кінофестивалі в Сан-Себастьяні 1997 року в Іспанії.
За фільм Рефн також отримав нагороду Великого театру імені Петера Еміля Рефна, яка, окрім диплома, складалася з 100 000 данських крон. Член правління Великого театру Сьорен Теркельсен так описав фільм: «Дилер» — це напрочуд впевнений дебютний фільм, якому, незважаючи на жорстоку історію в суворих умовах, вдається зобразити тонкий і чутливий портрет головного героя, Франка, та його боротьбу за виживання».

## Саундтрек
Панк-рокер Петер Петер і композитор Повл Крістіан під час створення саундтреку створили тимчасовий гурт The Prisoner, який виконував написану ними партитуру, де Петер грав на гітарі, а Крістіан на клавірі. Крістіан також написав пісню «Літо набуло кольору» (англ. Summers got the colour) на слова Ларса Андерсена, яку заспівав Од Вілкен. Хоча Повл Крістіан не повернувся до роботи над сиквелами, вступна тема «Дилера», яку він написав разом з Петером Петером, була використана у всіх наступних фільмах франшизи.
| #   | Назва                    | Виконавець   | Тривалість |
| --- | ------------------------ | ------------ | ---------- |
| 1.  | «Pusher Theme»           | The Prisoner | 1:47       |
| 2.  | «Summers Got the Color»  | The Prisoner | 4:41       |
| 3.  | «Street Rat»             | The Prisoner | 1:43       |
| 4.  | «8 BIT-KID»              | KAT-D        | 2:06       |
| 5.  | «Super-Charger Heaven»   | White Zombie | 3:38       |
| 6.  | «Jeg Skal Dø Ved Arresø» | Bleeder      | 3:34       |
| 7.  | «Unhole»                 | The Prisoner | 1:43       |
| 8.  | «For a While»            | Kyed         | 4:12       |
| 9.  | «Beautiful Day»          | Kyed         | 3:22       |
| 10. | «Into the Sun»           | The Prisoner | 2:56       |
| 11. | «Air Guitar»             | The Prisoner | 1:06       |
| 12. | «Yellow Box»             | Düreforsög   | 2:47       |
| 13. | «Fuel On»                | Koxbox       | 9:26       |
| 14. | «Ambivalentino»          | Koxbox       | 1:44       |
| 15. | «Midnight at the End»    | Koxbox       | 2:18       |
| 16. | «Knucklehead»            | Bleeder      | 2:47       |